# 方丹昂索洛涅
索洛涅地区方丹（法語：Fontaines-en-Sologne，法語發音：[fɔ̃tɛn ɑ̃ sɔlɔɲ]）是法国卢瓦-谢尔省的一个市镇，位于该省中部偏东，属于布卢瓦区

## 地名
“方丹”（Fontaine）意为“泉”。法语地名通名在“枫丹白露”（Fontainebleau）等少数拥有传统译名的地名中译作“枫丹”，不过在《世界地名翻译大辞典》、《世界地名译名词典》和《法国地图册》等主流地名译名类书籍资料中多译作“方丹”。

## 地理
索洛涅地区方丹（47°30'34"N, 1°33'3"E）面积46.25 平方千米，位于法国中央-卢瓦尔河谷大区卢瓦-谢尔省，该省份为法国中北部省份，北起厄尔-卢瓦省，东北接卢瓦雷省，东南接谢尔省，南至安德尔省，西南接安德尔-卢瓦尔省，西北接萨尔特省。
与索洛涅地区方丹接壤的市镇（或旧市镇、城区）包括：博济、舍韦尼、库尔舍韦尼、库尔默曼、索洛涅地区米尔、索洛涅地区苏万、索洛涅地区图尔、索洛涅地区勒孔特鲁瓦。
索洛涅地区方丹的时区为UTC+01:00、UTC+02:00（夏令时）。

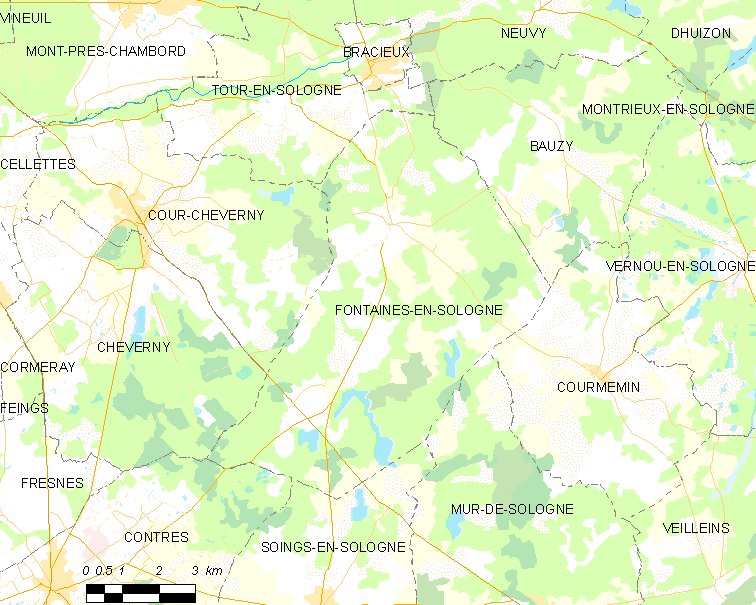
索洛涅地区方丹的OSM定位图

## 行政
索洛涅地区方丹的邮政编码为41250，INSEE市镇编码为41086。

## 政治
索洛涅地区方丹所属的省级选区为尚博尔县。

## 人口

1962-2008年间索洛涅地区方丹人口变化图示

索洛涅地区方丹于2022年1月1日时的人口数量为659人。